# Oncerometopus
Oncerometopus is een geslacht van wantsen uit de familie van de Miridae (Blindwantsen). Het geslacht werd voor het eerst wetenschappelijk beschreven door Odo Reuter in 1876.

## Soorten
Het genus bevat de volgende soorten:

- Oncerometopus atriscutis Knight, 1928
- Oncerometopus californica Van Duzee, 1918
- Oncerometopus impictus Knight, 1928
- Oncerometopus mexicanus Carvalho & Schaffner, 1987
- Oncerometopus nasutus Knight, 1928
- Oncerometopus nicholi Knight, 1928
- Oncerometopus nigriclavus Reuter, 1876
- Oncerometopus nitens Knight, 1928
- Oncerometopus pueblensis Carvalho, 1988
- Oncerometopus rectanguliferus Reuter, 1908
- Oncerometopus ruber Reuter, 1876